# Estádio Doutor Francisco de Palma Travassos
O Estádio Doutor Francisco de Palma Travassos, também conhecido como Estádio Palma Travassos ou Joia de Cimento Armado, Coliseu do Jardim Paulista e mais recentemente como La Bafonera em alusão a La Bombonera, é um estádio de futebol, localizado em Ribeirão Preto, estado de São Paulo, que pertence ao Comercial Futebol Clube. Segundo o Cadastro Nacional dos Estádios de Futebol, publicado pela CBF em 2018, a sua capacidade oficial é para 18 277 pessoas. O Palma Travassos foi o primeiro grande estádio da região de Ribeirão Preto.

## História

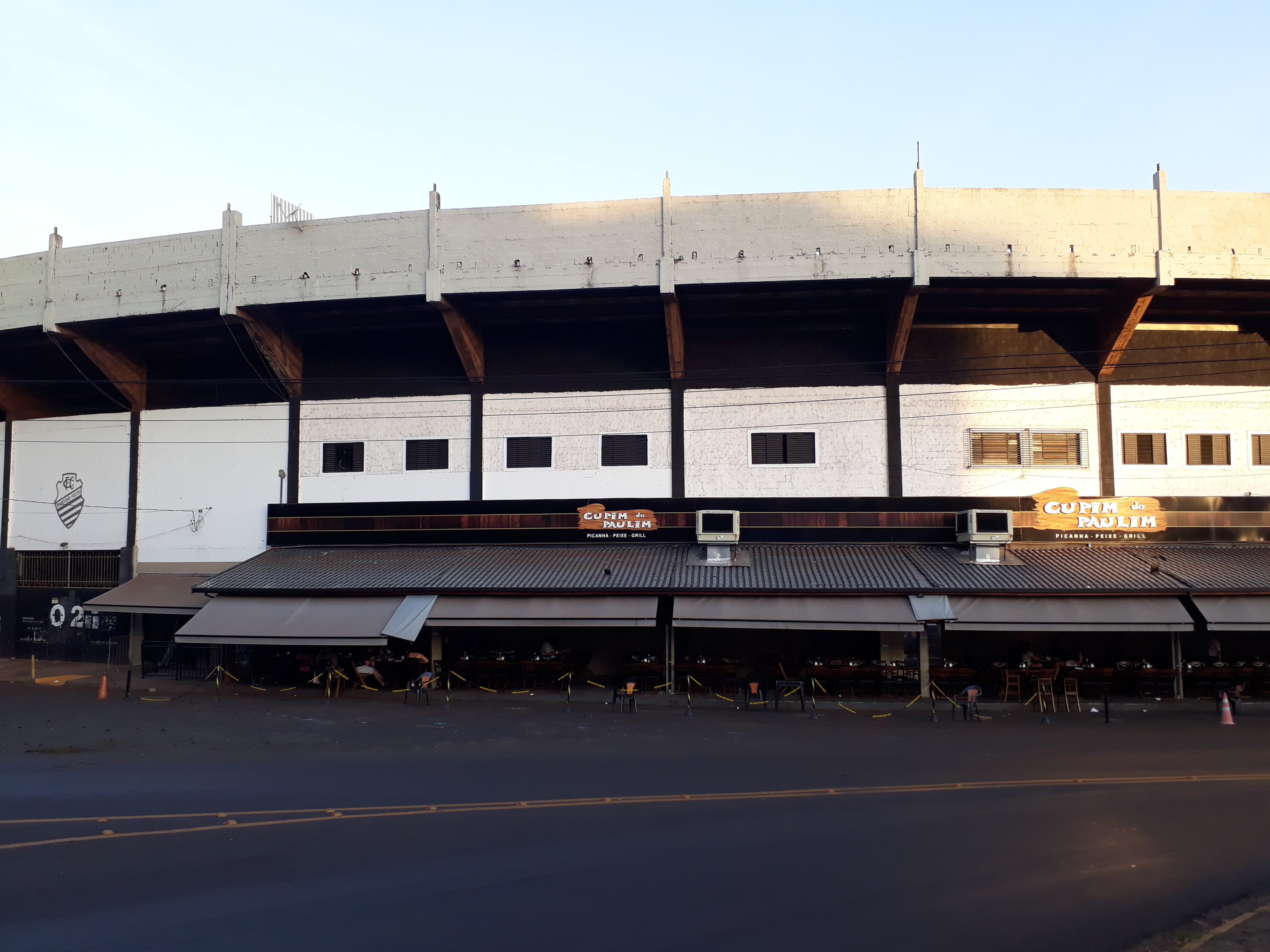
Fachada Henrique Dumont.

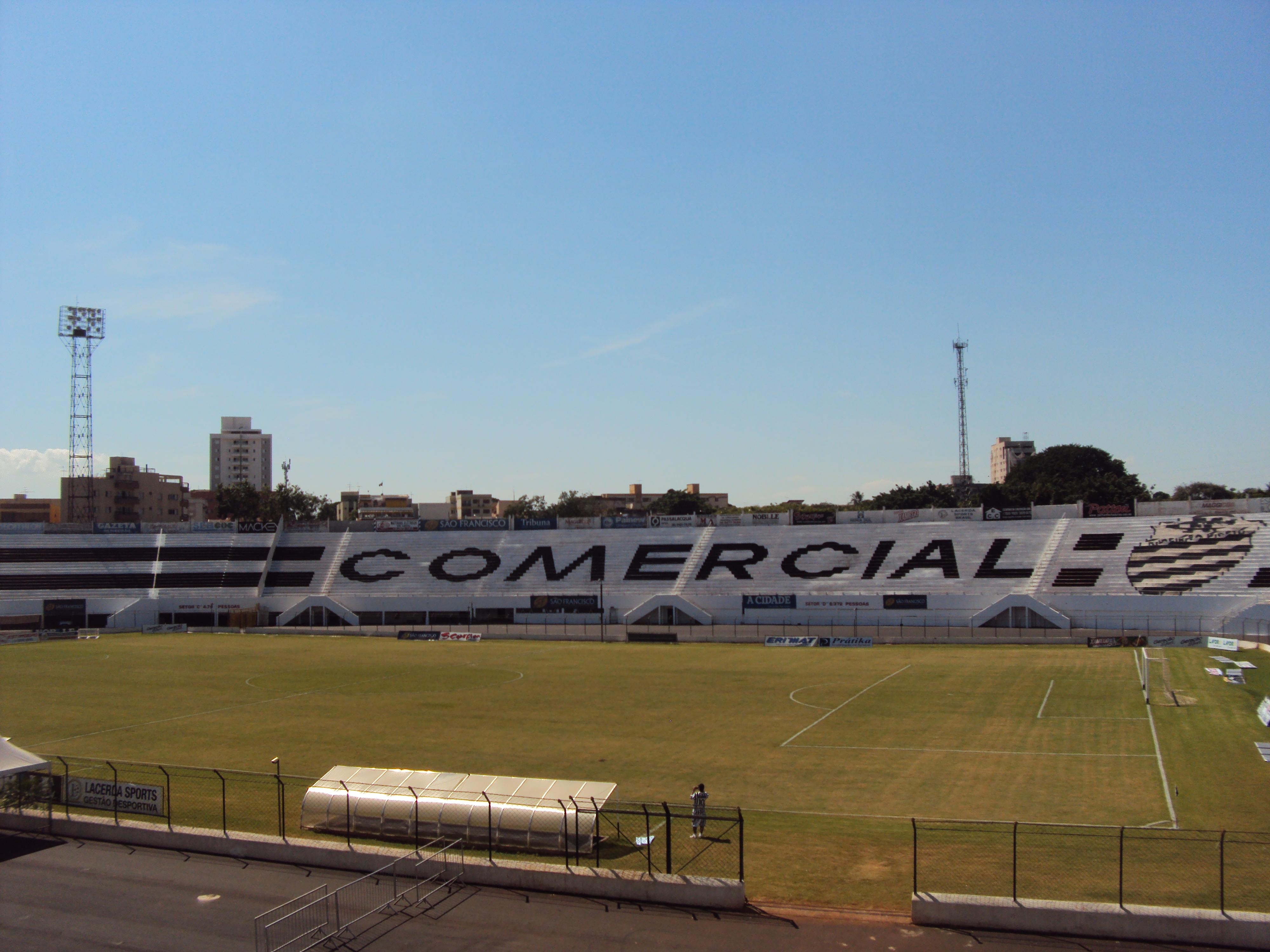
Visão interna do estádio.

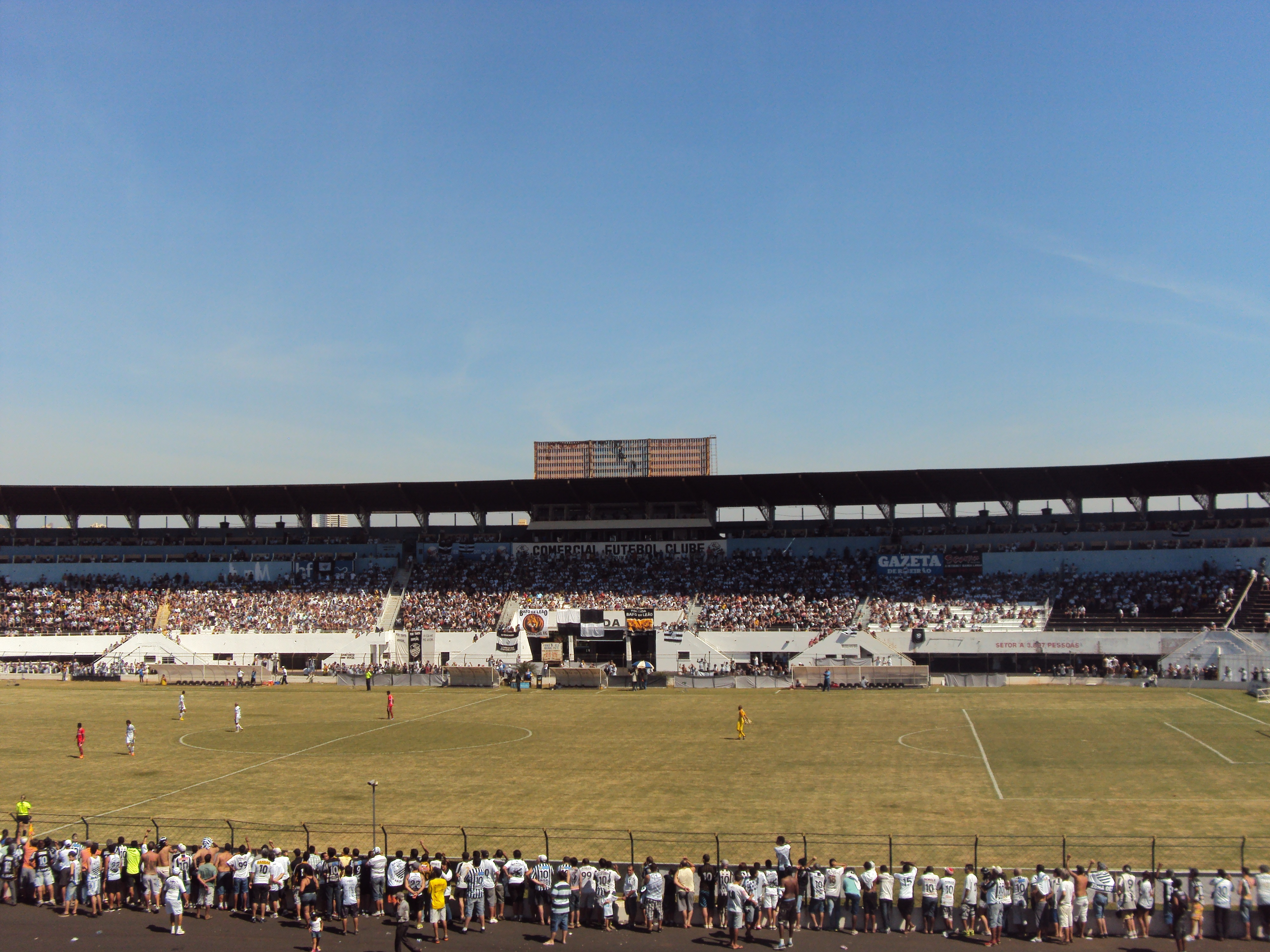
Setor das cadeiras cativas com público.

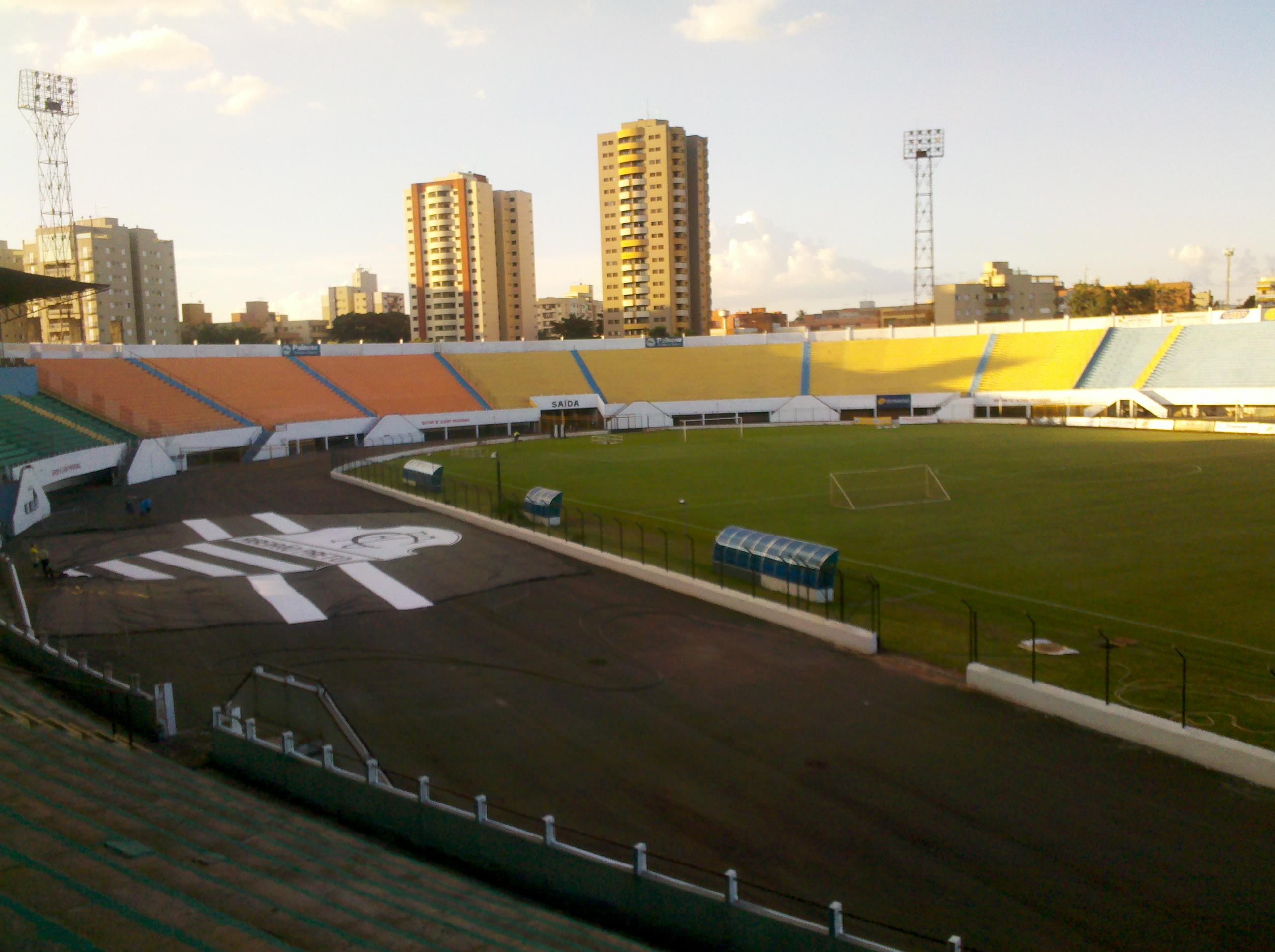
Visão do setor dos visitantes.

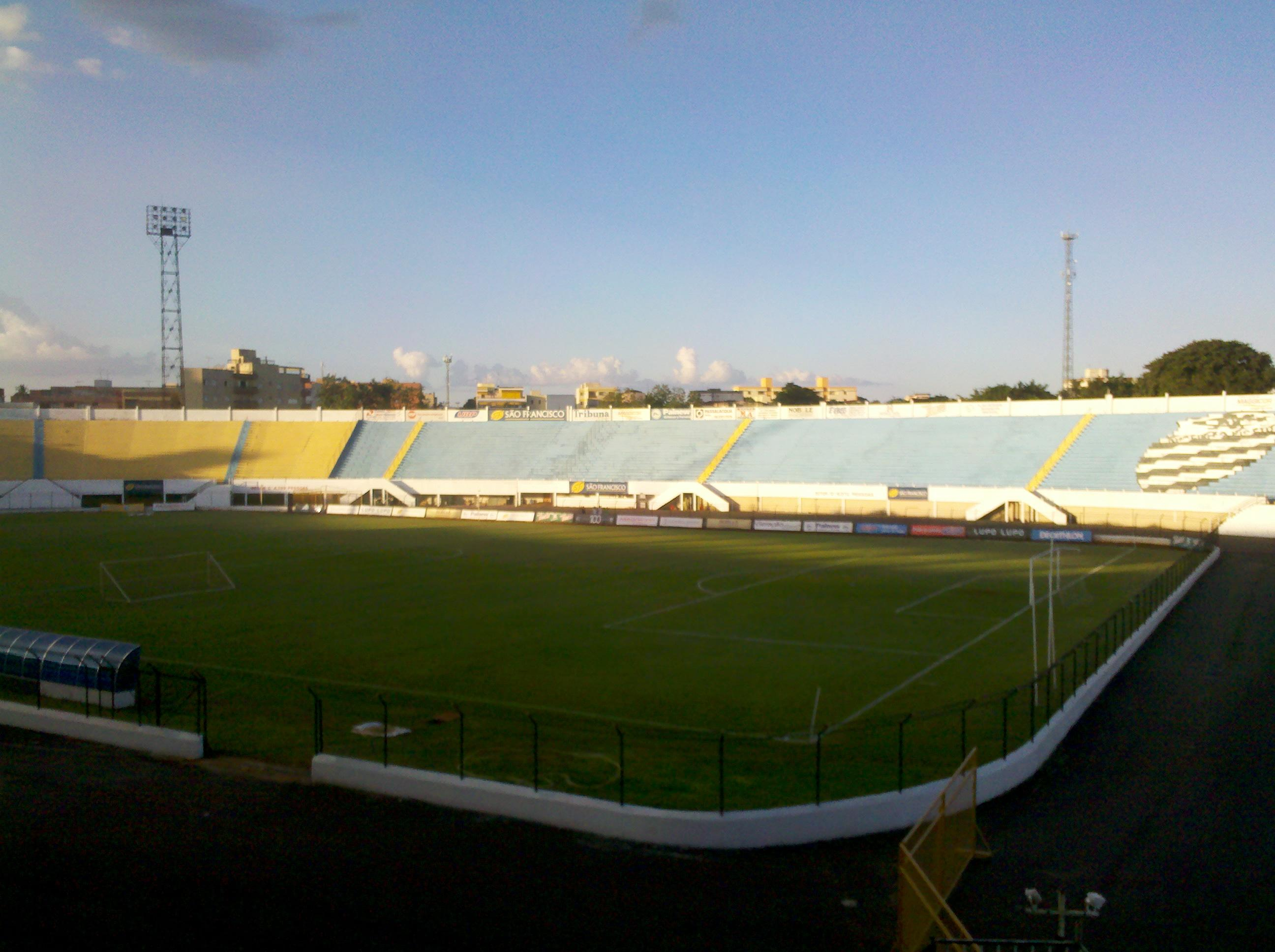
Arquibancadas do estádio em 2011.

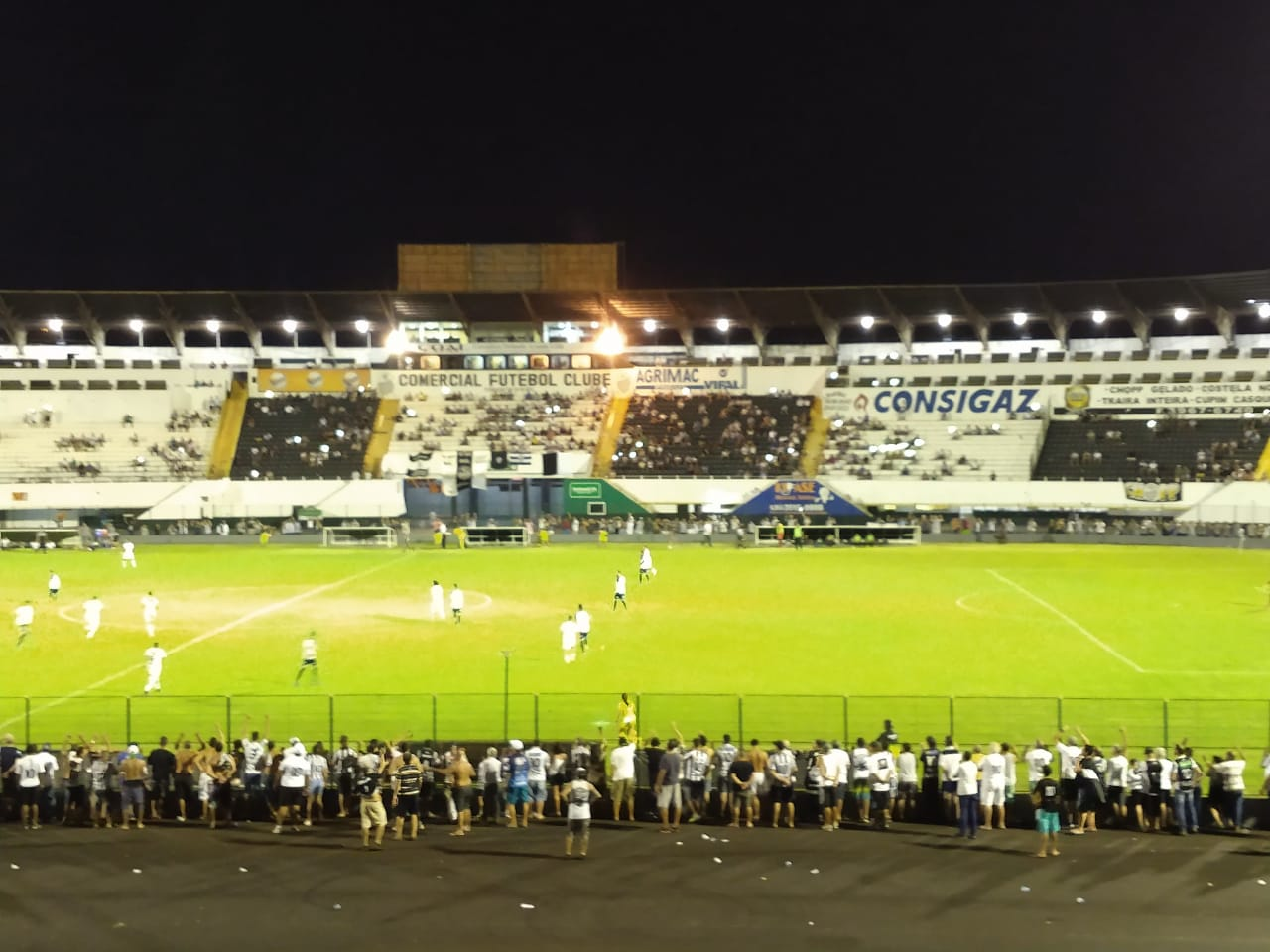
Jogo noturno no estádio.

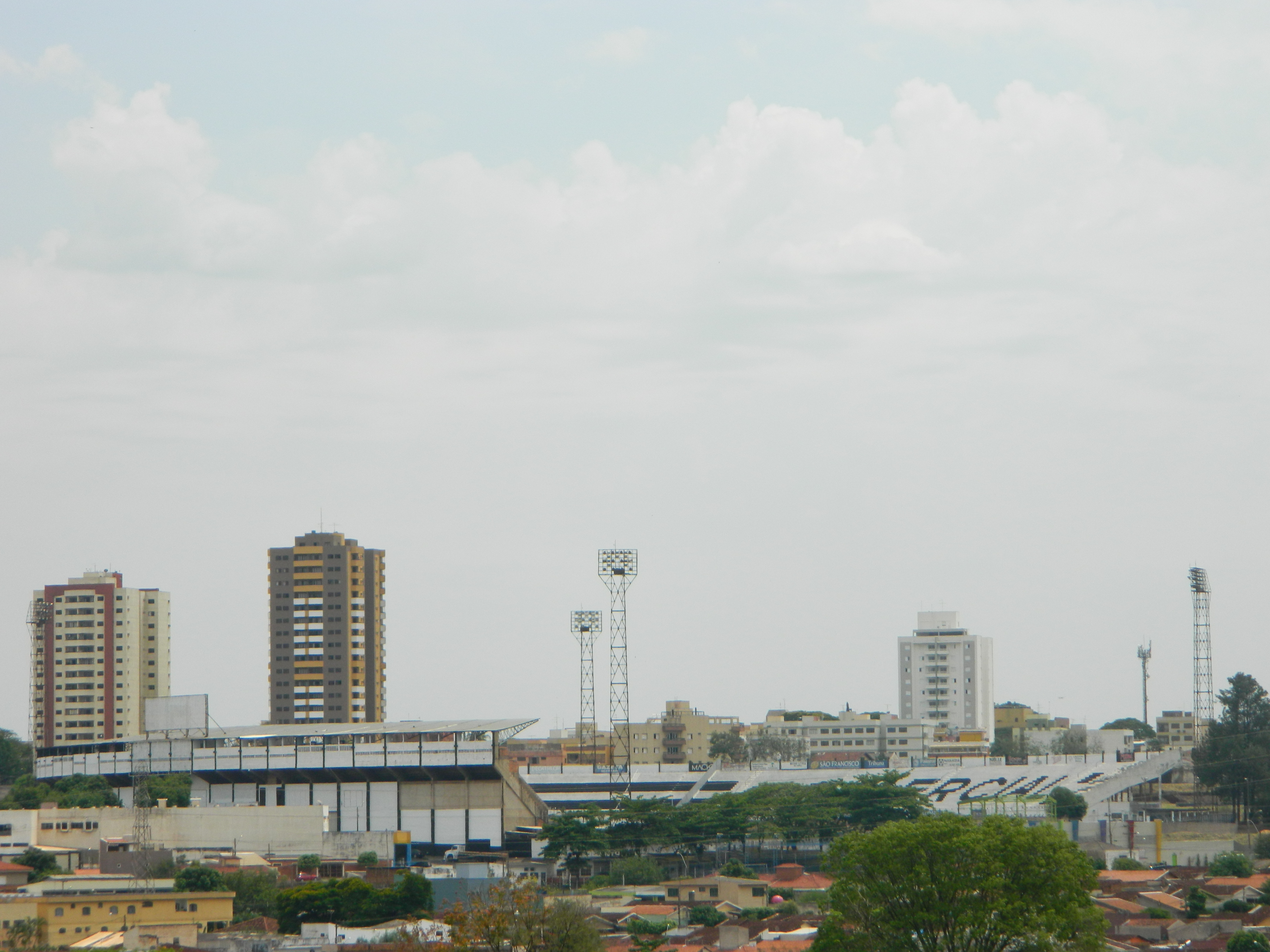
Panorama - Estádio Palma Travassos.

Depois de seu ressurgimento, em 1954, o Comercial Futebol Clube passou a mandar seus jogos no pequeno Estádio Costa Coelho. Mas, com a conquista do Campeonato Paulista da Segunda Divisão de 1958, que deu o acesso a primeira divisão em 1959, a diretoria do Leão do Norte decidiu construir um novo estádio para o clube.

### O projeto
O projeto surgiu em 1958, no mandato do então presidente comercialino Belmácio Pousa Godinho, mas as obras para construção do estádio só seriam iniciadas três anos depois, em 1961. Entre os anos de 1958 e 1961, o projeto para construção do estádio passou pela mão de três presidentes do clube: Belmácio Pousa Godinho (que foi quem criou o projeto em 1958); Jamil Jorge (que presidiu o clube entre 1958 e 1959, e tentou arrecadar fundos para construção do estádio); e Romero Barbosa (que deu efetivo início as obras).
O terreno
Em 1961, o Comercial recebeu a principal doação para construção de seu estádio. Essa doação não veio em forma de dinheiro, mas em forma de terra. Foi em outubro de 1961 que o Francisco Palma Travassos, importante engenheiro civil e fazendeiro da região de Ribeirão Preto, fez a doação de um de seus terrenos para a diretoria comercialina. Só assim o então presidente do Leão do Norte, Romero Barbosa, pôde dar início às obras.
A comissão de construção
Foi organizada uma Comissão com técnicos e responsáveis, que ficariam com a missão de coordenar a construção do estádio do Comercial FC. Essa comissão era composta por:
- Júlio Costa (Presidente da Comissão)
- Áureo Alves Ferreira (Vice da Comissão)
- Nildo Tarozo (Engenheiro Civil)
- Oswaldo Terreri (Engenheiro de Obras)

A construção
A construção durou cerca de 4 anos, mas valeu cada esforço e campanha feita pela diretoria. Em 1964 o estádio já estava parcialmente pronto. No dia da inauguração, as arquibancadas construídas eram as centrais e a lateral esquerda das sociais e as arquibancadas de fundo, até onde existe o túnel para visitantes, representando 60% do que existe hoje.
O nome
Para homenagear o doador do terreno onde fica o estádio, a diretoria comercialina batizou o campo com o nome de: Estádio Dr. Francisco de Palma Travassos.
A inauguração
O Estádio Palma Travassos foi inaugurado em 14 de outubro de 1964, no jogo amistoso Comercial FC 2x3 Santos FC.
O atacante comercialino Paulo Bin fez o primeiro gol da história do estádio e o público pagante foi de 27.921 pessoas.
O primeiro jogo noturno
No dia 4 de fevereiro de 1966, o Comercial venceu por 3x0 o Palmeiras na inauguração dos refletores do Palma Travassos, foi o primeiro jogo oficialmente reconhecido, a ser disputado a noite em Ribeirão Preto.[carece de fontes?]
Recorde de público
Foi de 37.144, sendo 34.253 pagantes no clássico Come-Fogo, entre Comercial 1x1 Botafogo, realizado no dia 23 de abril de 1978, pelo Brasileirão 1978.
Jogos importantes
O Estádio Palma Travassos já abrigou importantes jogos de grandes clubes e torneios do país. Entre os destaques estão:
- Campeonato Brasileiro: o Palma Travassos já recebeu vários jogos das três divisões do Brasileirão. Na 1.ª divisão, destacam-se jogos de clubes como Corinthians, Santos, além do próprio Comercial. Na 3.ª divisão, destaca-se o jogo da final de 1996, disputada entre Botafogo de Ribeirão Preto e Vila Nova de Goiás, que aconteceu no Palma Travassos.

O último gol de Garrincha aconteceu no empate do Olaria em 2 a 2 com o Comercial, no dia 23 de março de 1972, no Estádio Palma Travassos em Ribeirão Preto. Foi, inclusive, o único gol de Mané pelo Olaria.
- Campeonato Paulista: O Palma Travassos também já recebeu importantes jogos da 1.ª, 2.ª e 3.ª divisões do Campeonato Paulista, dentre os quais o partida final do atual Série A3, entre o Grêmio Sãocarlense contra o Sertãozinho no dia 10 de dezembro de 1989, jogo vencido por 1x0 pelo Sãocarlense que foi o campeão.

## Dados do estádio
- Capacidade oficial: 18.500 pessoas
- Dimensões do gramado: 105 x 68 m
- Cabines de imprensa: 13 cabines de Rádio e TV
- 1 Super camarote climatizado
- Camarotes: 89 pra 6 pessoas cada
- Cadeiras cativas: 3.500 cadeiras
- Vestiários: 3 (mandante, visitante e árbitros e outros)
- Túneis de acesso ao gramado: 3
- Setor administrativo com 16 salas climatizadas
- Sala de imprensa
- Academia para jogadores
- Sala de fisiologia e departamento médico
- Estacionamento com capacidade para 35 veículos
- Loja exclusiva, a Boutique Garra do Leão
- Ampla área para shows e eventos.

O Estádio passou por uma remodelação em 2011, mudando drasticamente o seu desenho original. A proposta foi do então gestor da época que anunciou que essa reforma iria trazer lucros para o clube, com possíveis eventos realizados no local, fato que nunca aconteceu. Foi eliminada a pista de atletismo que circundava a área de jogo, e aproximado o alambrado, que anteriormente ficava a 5 metros das escadas que dão acesso para as arquibancadas. O atual alambrado se encontra a mais de 20 metros da arquibancada ocasionando um espaço ocioso nada agradável aos olhos de quem vai ao estádio ou assiste pela TV suas imagens. Futuramente o clube deverá inserir nesse espaço uma "geral", como existia anteriormente no Maracanã, com degraus em nível avançado até próximo das arquibancadas, possibilitando ao torcedor melhor visibilidade do campo de jogo, e assim aumentando a capacidade do estádio que hoje é de quase 19 mil lugares para 33 mil lugares, se tornando o maior de Ribeirão Preto.[carece de fontes?]

### Clássicos Come-fogo
Foram realizados 57 clássicos no que é considerado pela imprensa local o estádio mais charmoso da cidade. O público sempre comparece em maior número e tradicionalmente o clássico é jogado com mais emoção e garra no Palma travassos.

## Festival João Rock
Foi no Estádio Palma Travassos que, de 2002 a 2007, aconteceu o Festival João Rock, incluindo a primeira edição do evento, com públicos acima de 80.000 pessoas.[carece de fontes?]
O João Rock é, na região de Ribeirão Preto, um famoso festival de música que acontece anualmente, e que já teve a cobertura de canais importantes como a MTV, além da participação de astros e estrelas da música como: Rita Lee, Marcelo D2, Charlie Brown Jr., Jota Quest, O Rappa, entre outros.
Em 2008, os organizadores do evento transferiram o festival para o Parque Permanente de Exposições de Ribeirão Preto, mas, curiosamente, os shows não chegaram a acontecer na data marcada, devido a um desabamento ocorrido na estrutura lateral do palco, que deixou seis técnicos feridos. O evento acabou sendo realizado no próprio Parque, dia 26 de julho de 2008, um mês após o incidente.